# Nicolás Maduro
Nicolás Maduro Moros (Caracas, 1962. november 23. –) venezuelai politikus, 2013 óta a Venezuelai Bolívari Köztársaság elnöke. Elnökké válása előtt, Hugo Chávez uralma alatt 2006–2013 között külügyminiszter, 2012 és 2013 között pedig Venezuela alelnöke volt.
Maduro éveken keresztül buszsofőr volt, később szakszervezeti vezetővé emelkedett, majd 2000-ben a venezuelai országgyűlés (angolul: National Assembly) tagjává választották. Chávez elnöklése alatt több hivatali pozícióban is szolgált, végül 2006-ban az ország külügyminisztere lett. Ebben az időben Madurót úgy jellemezték, mint „Chávez belső körének legalkalmasabb adminisztrátora és politikusa”.
Chávez 2013. március 5-i halála után Maduro vette át az elnöki hatalmat. 2013. április 14-én került sor az időközi választásokra, ahol Maduro mindössze 1,5 százalékkal győzte le az ellenzéki jelöltet. Formálisan április 19-én lépett hivatalba.

## Magánélet

### Családi háttér
Nicolás Maduro Moros 1962. november 23-án született, Venezuela fővárosában, Caracasban. Apja, Nicolás Maduro Garcia munkásmozgalmi vezető volt; 1989. április 22-én egy motorbaleset áldozata lett. Maduro anyja, Teresa de Jesús Moros egy kolumbiai határvárosban, Cúcutában született.

### Iskolázottság
Maduro egy állami középiskolába járt, Caracas egyik nyugati, munkásosztály által lakott negyed szomszédságában. Itt ismerkedett meg először jobban a politikával, amikor is a középiskolai hallgatói szervezet tagjává vált. Iskolai feljegyzések alapján Maduro nem végezte el a középiskolát.
1986-ban (24 évesen) Maduro Kubába költözött, ahol elvégzett egy egyéves kurzust egy politikai formációs központban, amit a Kommunista Fiatalság Egyesülete vezetett. (angolul: Union of Communist Youth)

### Házasság és család
Maduro felesége Cilia Flores, aki ügyvédként és politikusként ismert az országban. 2006-ban, mikor Maduro külügyminiszterré vált, felesége vette át férje országgyűlési posztját. Flores lett az első nő, aki a törvényhozás elnöki pozícióját betöltötte.
Maduronak egy gyereke van, Nicolás Maduro Guerra, aki szintén részt vesz Venezuela politikai életében. Emellett Maduronak két lányunokája van, Paula és Sofía.

## Korai politikai karrier
Maduro éveken keresztül a Caracas Metro vállalat egyik buszvezetőjeként dolgozott. Politikai karrierjének kezdete az 1980-as évekre tehető: ekkor lett nem hivatalos szakszervezeti vezetője a vállalatnak, melynek értelmében a buszsofőrök érdekeinek képviselőjeként tevékenykedett. .
Az 1990-es évek elején csatlakozott az MBR-200-hoz (spanyolul:Movimiento Bolivariano Revolucionario 200) és Hugo Chávez 1992-es bebörtönzése ellen is kampányolt. 1997-ben Maduro hozzájárult az Ötödik Köztársaság Mozgalom (angolul:Movement of the 5th Republic, röviden: MVR) megalapításához, amely Hugo Chávez 1998-as elnöki jelöltségének támogatási eszközeként jött létre. .

### Nemzetgyűlés
1998-ban az MVR révén Maduro a venezuelai Képviselőház, 1999-ben a Nemzeti Alkotmányozó Gyűlés, és végül 2000-ben az Országgyűlés tagjává vált. Minden egyes hivatali pozícióban a főváros, tehát Caracas kerületét képviselte. Az Országgyűlés Házelnöknek választotta, amelynek pozícióját 2005-től 2006-ig töltötte be.

### Külügyminiszter
Maduro 2006. augusztus 9-én vált Venezuela külügyminiszterévé, amikor is felesége, Cilia Flores vette át elnöki szerepét az Országgyűlésben. A külügyminiszteri pozíciót 2006-tól 2012-ig töltötte be. 2012-től alelnök volt.
Külügyminiszterként prioritásnak tartotta az ALBA (angolul: Bolivarian Alliance for the Peoples of Our America) céljainak elérését, amelyek a következőek: a szociális, politikai és gazdasági integráció növelése Latin-Amerika területén és a Karib-térségben, illetve az Amerikai Egyesült Államok befolyásoló hatásának tompítása a régióban.
Emellett nagy szerepet játszott a barátságos kapcsolatok ápolásában, többek között Líbia, Zimbabwe és Irán vezetőivel.

## Venezuela alelnöke
Chávez 2012. október 13-án nevezte ki Madurot Venezuela alelnökének, nem kicsivel az után, hogy megnyerte az abban a hónapban tartott elnöki választásokat. Két hónappal később, 2012. december 8-án Chávez bejelentette, hogy rákja kiújult és hogy visszatér Kubába egy sürgős műtéti beavatkozás, illetve orvosi ellátás miatt. Az országot elhagyva Chávez kijelentette, hogyha állapota rosszabbodna és egy új elnöki választás összehívására lenne szükség, akkor Venezuela állampolgárai Madurora szavazzanak. Ez volt az első alkalom, amikor Chávez megnevezett egy potenciális utódot, illetve ekkor jelentette be nyilvánosan halála bekövetkeztének lehetőségét.
Chávez egyértelműen Madurot támogatta, így az eddigi legnagyobb eséllyel rendelkező jelölt, Diosdado Cabello az oldalvonalra szorult. Miután Maduro Chávez általi támogatása bejelentésre került, Cabello „rögtön hűséget fogadott” mind Cháveznek, mind Maduronak.

### Ideiglenes elnök
Chávez 2013. március 5-ei halála után Maduro vette át az elnöki hatalmat és az azzal járó felelősséget. Jorge Arreazát nevezte ki alelnöknek. Mivel Chávez elnöklésének első ciklusában halt meg, a venezuelai alkotmány értelmében Chávez halála bekövetkezését követő 30 napon belül újabb elnöki választásokat kell tartani. Madurót egyhangúlag elfogadták, mint a Szociális Párt jelöltjét.

## Venezuela elnöke
2013. április 14-én Madurot Venezuela elnökévé választották. Csak 1,5%-kal győzte le az ellenzéki jelöltet, Henrique Capriles Radonskit, aki a szavazatok újraszámlálását követelte. A hivatalos elnöki beavatásra április 19-én került sor, miután a választási bizottság felülvizsgálta a választás eredményét.

### Önrendelkezésre jogosító rendelet
Maduro elnököt megválasztása után az Országgyűlés kétszer is önrendelkezésre jogosította: először 2013. november 19-től 2014. november 19-ig, majd 2015. március 15-től 2015. december 31-ig.

#### 2013-2014
2013 októberében Maduro elnök kérvényt nyújtott be az önrendelkezés jogosításának elfogadására, hogy lehetősége legyen szembeszállni a korrupcióval és a gazdasági háborúval. 2013. november 19-én az Országgyűlés megengedte Maduronak az önrendelkezést, amire egy évig volt jogosult, tehát 2014. november 9-ig.

#### 2015-2016
2015. március 10-én Maduro ismét kérvényt nyújtott be. Ennek oka az volt, hogy az Egyesült Államok hét venezuelai hivatalnokra szankciókat szabott ki. Maduro az önrendelkezés jogával kívánta kezelni a helyzetet. Pár nap után, 2015. március 15-én az Országgyűlés elfogadta a kérvényt és önrendelkezésre jogosította az elnököt 2015. december 31-ig.

### Kulturális és politikai arculat
2013 októberében Maduro támogatottsága körülbelül 45-50% körül mozgott, a Reuters szerint Hugo Chávez nyilvánvaló támogatása miatt. A Datanálisis adatai szerint, egy évvel később, 2014 októberében az elfogadási ráta 24,5%-ra csökkent.
2014. novemberében a Datanálisis szavazatai alapján a venezuelaiak 66%-a úgy gondolta, hogy Maduronak nem kéne befejeznie a hatéves ciklust, hanem inkább le kéne mondania posztjáról. Ebből 25% kormánypárti szavazó. 2015 áprilisában, amikor az Egyesült Államok hét hivatalnokra szankciókat szabott ki, ekkor Maduronak az „imperialista agresszió” elleni intézkedései eredményeként csöppet nőtt támogatottsága az országban.

### 2014-2015-ös tiltakozások
2014-ben egymást követő tiltakozások és politikai felkelések vették kezdetét az országban, a jelenlévő nagyfokú erőszak, infláció és az alapvető szükségletek (tej, cukor, főző olaj, papír, stb.) hiánya miatt, amelyek okai között a szigorú árszabályozás áll. A hatalmon lévő kormány elmondása szerint a tiltakozások egy nem demokratikus puccskísérlet végrehajtására szolgálnak, ami mögött a „fasiszta ellenzéki vezetők és az Egyesült Államok áll”.
Bár Maduro elmondása szerint a békés tiltakozásokat támogatja, viszont a gyakorlatban ez nem igazán ilyen módon jelenik meg: a gumibot használata mellett a könnygáz bevetését is alkalmazza a venezuelai hadsereg a tiltakozások leverésére. Az ENSZ azzal gyanúsította a kormányt, hogy az országban történő letartóztatások politikailag motiváltak. A leghíresebbé vált ilyen bebörtönzés Leopoldo López esete, aki 2015 szeptemberében 14 éves szabadságvesztést kapott, mivel (részben) ő uszította a venezuelai népet a tiltakozásokra. Elmondása szerint ártatlan. Az utóbbi két évben a tiltakozások több halálos áldozatot is követeltek. 2015 februárjában például egy 14 éves fiú egy kormányellenes tiltakozás közepette életét vesztette, egy rendőr lövésébe halt bele.

## Politikák

### Bűnözés
A latin-amerikai régión belül Venezuelában van az egyik legmagasabb emberölési ráta. Ezért Nicolás Maduro elnöklésének az első fontosabb programja a Nemzetbiztonsági program (angolul: Homeland Plan) lett, amely lényegében egy rendőrségi és katonai kampány az államban való biztonság kiépítésére és biztosítására. Országszerte háromezer katonát állomásoztatnak, hogy így csökkentsék a Venezuelában történő emberölések számát. A legtöbb katona Miranda államában van jelen, ahol az ország szempontjából a legmagasabb emberölési ráta található. A kormány adatai szerint 2012-ben több mint 16 000 ember vesztette életét, ami arányaiban nézve 54 ember 100 000 lakosra vetítve. Ezzel az adattal szemben az Erőszak Venezuelai Megfigyelőközpontja (angolul: Venezuelan Crime Observatory, röviden: OVV) azt állítja, hogy ebben az évben az emberölések száma 73 fő volt 100 000 lakosra vetítve. . A kormány állítása szerint a Nemzetbiztonsági program 55%-kal csökkentette az emberölések számát.  2013-ban a programot újra kellett kezdeni, mivel annak alapítóját, Miguel Rodríguez Torrest Carmen Melendez Teresa Rivas váltotta le. Ugyanakkor az Erőszak Venezuelai Megfigyelőközpont adatai azt állapították meg, hogy a program újrakezdésével az utóbbi években a gyilkosságok száma nőtt: 2014-ben 82 fő esett gyilkosság áldozatának 100 000 lakosra vetítve.

### Gazdaság
Maduro 2013-as elnökké választása után nagy részben folytatta elődje, Hugo Chávez gazdasági politikáit. Chávez halála utáni hagyatéka nemcsak egy felosztott ország volt, amelynek magas bűnözési rátával és a hatalmon lévő párt, a Venezuelai Egységes Szocialista Párt megosztottságával, hanem egy nem működő gazdaságával is meg kellett küzdenie.
2013 őszén Maduro népszerűsége egyre csökkent. A venezuelaiak kormányát hibáztatták a gazdasági válság miatt, amely ugyebár 2012 óta jelen van az országban. Egy év alatt az infláció 20%-kal nőtt, több mint 50%-os inflációt eredményezve. A Nemzetközi Valutaalap adatai szerint 2015-ben 159%-os infláció várható, 2016-ra pedig előreláthatólag 204%-ra növekedhet. Számos alapszükségletet biztosító termékből és szolgáltatásból hiány alakult ki, mint például a vízből, az áramból és különböző élelmiszerekből is. Emellett hatalmas az ártorzulás az országban. A hivatalos átváltási árfolyam értelmében egy amerikai dollár 6,3 bolívarnak felel meg, a feketepiacon ennek tízszereséhez lehet hozzájutni. Maduro november elején agresszív kampányt indított a magáncégek ellen, amely rövidtávon úgy tűnik, hogy sikereket ért el.
Maduro elnök a spekuláció jelensége miatt a kapitalizmust okolja. Állítása szerint ez az, ami az inflációs ráta folyamatos növekedéséhez és az alapvető szükségletek hiányához vezet. Sokszor állítja, hogy gazdasági háborút vív, amely egyfajta nemzetközi gazdasági összeesküvés szüleménye.

#### Olajipar
Venezuelában található a világ egyik legnagyobb olajtartaléka. A kormánybevételek körülbelül 50%-a, a GDP 25%-a és az export 95%-a olajból származik. 2014 decemberében az olajárak csökkentek az ország területén: egy hordónyi olaj 60 amerikai dollárba került, ami mintegy 700 millió dolláros veszteséget jelentett évente. 1999-hez képest 2014-re 13%-kal csökkent az olajkitermelés. A Nemzetközi Valutaalap egyes adatai szerint az olajexport mintegy 52%-kal fog csökkenni.

#### Egészségügy
2014 februárjában a caracasi egyetemi kórházban az orvosok nem végeztek műtétet, mivel nem volt elég az ellátáshoz szükséges felszerelés. Nagyon nehézkes a gyógyszerek és egyéb orvosi felszerelések importja az országba az árfolyamátváltás miatt.

#### Infrastruktúra
2013. szeptember 3-án áramszünet volt az országban. Venezuela mintegy 70%-a maradt napközben áram nélkül, körülbelül 2-3 órára. 2013. december 2-án ismételten áramszünet alakult ki, amely az előzőhöz képest csak 1-2 óráig tartott, viszont a késő délutáni órákban. Ebben az időben voltak pont a helyhatósági választások, Maduro az ellenzéket gyanúsította az áramszünet miatt.
Tesztek kimutatják, hogy a csapvíz baktériumokat, emberi hulladékot, tisztítószert és radioaktív anyagokat tartalmaz. 2014 közepén súlyos vízhiány alakult ki az országban, amely legfőképpen Caracasnak okozott súlyos kihívást.

#### Gazdasági növekedés és termelés
2014. április 22-én Maduro elnök új tervekkel állt elő a gazdasági növekedés és a termelés fellendítéséhez. A terv három pontot kimagaslóan fontosnak állapított meg.
Az első pont azt mondja ki, hogy a gazdasági termelés növelésére az eddigieknél eltérő megoldásokat kell keresni, illetve alkalmazni.
A második pont az állampolgárok szükségleteinek kielégítésére fókuszál, tehát itt az lenne a fő prioritás, hogy lebontsák azokat az akadályokat, amelyek nem engedik az állampolgárokat hozzájutni az alapvető szükségletekhez. Ezt a kormány úgy kívánja megoldani, hogy komolyabb felügyeletet végez a cégek ellen, és ha adott esetben csempészeten kapják őket, akkor szankciókat szabnak ki rájuk.
A terv harmadik prioritása a tisztességes árak törvénye, amely egyfajta maximális árat határoz meg az egyes árukra és szolgáltatásokra, amelyeknél a maximális nyereség 30% lehet. Ezeket az árakat a kiskereskedők „tényleges gyártási és forgalmazási költségei” alapján fogják kijelölni. Tehát a hazai termelők számára 30%-os nyereséget fognak biztosítani, az importőrök pedig 20%-os profitra lesznek jogosultak, annak érdekében, hogy élénkítsék a belföldi kereskedelmet. A kormány úgy fogja véghezvinni az árellenőrzést, hogy a cégek nettó bevételeit a maximális árra és a maximalizált profitra vonatkozó új szabályozásokkal összevetik. Azok a cégek, illetve vállalatok, amelyek az árakat manipulálni próbálják komolyabb büntetésben, akár börtönbüntetésben is részesülhetnek. Emellett az árak dollár árfolyam menti meghatározása is bűncselekménynek számít.

#### Daka
2013 novemberében Maduro elnök elfoglalt egy elektronikai üzletláncot, amely során rengeteg menedzsert és körülbelül ötszáz alkalmazottat letartóztattak. Az üzletekbe katonákat küldött a kormány, így kényszerítették arra a vállalatokat, hogy olcsóbban adják el termékeiket.

#### Boldog Karácsonyt terv
A Boldog Karácsonyt terv a játékok, ruhák, illetve elektronikai készülékek árainak csökkentésére irányult. Maduro ezzel az intézkedéssel akarta növelni népszerűségét. A program keretében több területen katonák állomásoztak és kedvezményes ételeket, illetve egyéb termékeket adtak el. Ezen felül 27000 kormányzati felügyelő dolgozott azon, hogy a magánvállalatok olcsóbbá tegyék termékeiket. Állítólag pár nap alatt sikerült levinni számos termék árát és a katonák által szervezett karácsonyi vásárok is működtek országszerte.

### Külkapcsolatok

#### Brazília
2019. február 21-én Maduro egy televíziós beszédben bejelentette, hogy lezáratja a venezualai-brazil határt. Ezzel a külföldi segélyek Venezuelába juttatását akarja megakadályozni.

#### Egyesült Államok
Venezuela és az Egyesült Államok kapcsolata kettősnek mondható. Maduro elnök több ízben is meggyanúsította az Egyesült Államok Venezuela politikai életébe történő beavatkozását. A gyanúsítások többek között a gazdasági nehézségekkel kapcsolatosan történtek. Venezuela elnöke szerint az USA van a puccskísérletek mögött, illetve ők toborozzák a tiltakozásokat, gazdasági háború indítására törekedve. Az Egyesült Államok tagadta ezeket a vádakat. Egyes elemzők szerint Maduro azért vádaskodik, hogy így terelje el a figyelmet az ország sokszínű problémáiról.
A két ország kapcsolatát erősen meghatározta a Barack Obama általi szankciók kivetése hét venezuelai hivatalnokra. Az Egyesült Államok elnöke 2015 márciusában végrehajtási parancsot adott ki azzal az indokkal, hogy a hivatalnokok a 2014-2015-ös tiltakozások folyamán megszegték az emberi jogokat. Később Obama elnök a parancsot törvénnyé tette, amely a hivatalnokok USA-beli kitiltását, illetve az országban lévő tőkéjük befagyasztását jelentette. Maduro elnök az „imperialista agresszióra” hivatkozva egy anti-USA kezdeményezést indított el, amely révén támogatottsága valamennyire el kezdett növekedni. A kezdeményezés során a Caracasban lévő amerikai nagykövetség 80%-os leépítését követelte, amely a nagykövetség bezárását jelentette volna. Venezuelában jelenleg nincsen amerikai nagykövet, viszont az Egyesült Államokban továbbra is működik a venezuelai nagykövetség.
Emellett Venezuela legnagyobb kereskedelmi partnere az Egyesült Államok. 2014-ben mindkét ország bevétele elérte a 41,4 milliárd amerikai dollárt a termékek kereskedelme kapcsán. Venezuela 11,1 milliárd dollárnyi, míg az Egyesült Államok 30,2 milliárd dollárnyi terméket importált. Az Egyesült Államok többek között olajfeldolgozó felszereléseket, mezőgazdasági termékeket, orvosi ellátáshoz szükséges termékeket, stb. exportál Venezuelába. Venezuela pedig legfőképpen nyersolajat exportál az USA-ba.
Mindkét fél nyitott a diplomáciai kapcsolatok helyreállítására.

#### Kína
Maduro elnök számos alkalommal Kína segítségét kérte az ország gazdaságának helyreállításához. Kína több ízben több milliárd dollárnyi kölcsönt adott Venezuelának. Kína Venezuela második legnagyobb kereskedelmi partnere: a Kínába áramló venezuelai export kétharmadát az olaj teszi ki.
A 2014-2015-ös tiltakozások során Venezuela kínai katonai eszközöket használt a tömegek leverésére, aminek az lett a vége, hogy még több demonstráció alakult ki.

#### Kuba
2000. október 30-án Hugo Chávez és Fidel Castro, volt kubai elnök együttműködési egyezményt kötött annak érdekében, hogy mindkét ország gazdaságilag és szociálisan fejlődni tudjon. Az egyezmény különböző programokat tartalmaz, többek között a Barrio Adentro egészségügyi programot, amely keretében az utóbbi 15 évben 20 millió állampolgár részesült ingyenes egészségügyi ellátásban. Az egyezmény továbbá tartalmazza a Robinson programot, ami az írástudatlansággal és az általános iskolai oktatással foglalkozik, illetve a Milangro programot is, amely az alacsony jövedelmű látáskárosultak ingyenes és specializált ellátását biztosítja.
2015. október 31-én, az egyezmény 15-ik évfordulóján Maduro elnök bejelentette, hogy továbbra is érvényben kívánja tartani az egyezményt, amely több területet fog magába foglalni (egészségügy, oktatás, tudományos fejlődés, stb.) és az ENSZ 17 fenntartható fejlődést célzó prioritására fog épülni. .

#### Kolumbia
Maduro elnök 2015 augusztusában lezárta a kolumbiai határt, miután a csempészek három katonát lelőttek. A határ lezárása mellett 15 000 kolumbiai bevándorlót kitiltott az országból, azzal a gyanúval, hogy ők segítenek a csempészeknek és miattuk van hiány egyes alapszükségletekből. 16 000 kolumbiai bevándorló önkéntesen hagyta el Venezuela területét, mivel látták, hogy a venezuelai katonák nekikezdtek a lakások lerombolásához, ezzel kényszerítve a lakókat, hogy elhagyják az országot.
Maduro azzal gyanúsítja a kolumbiai elnököt, Juan Manuel Santost, hogy Kolumbia jobboldali tagjai és az Egyesült Államok együttes erővel próbálják megdönteni kormányát.
2015. szeptember 21-én tárgyalásra került sor Ecuadorban a két fél között, ahol abban állapodtak meg, hogy törekedni fognak a két ország diplomáciai kapcsolatainak helyreállítására.

#### Guyana

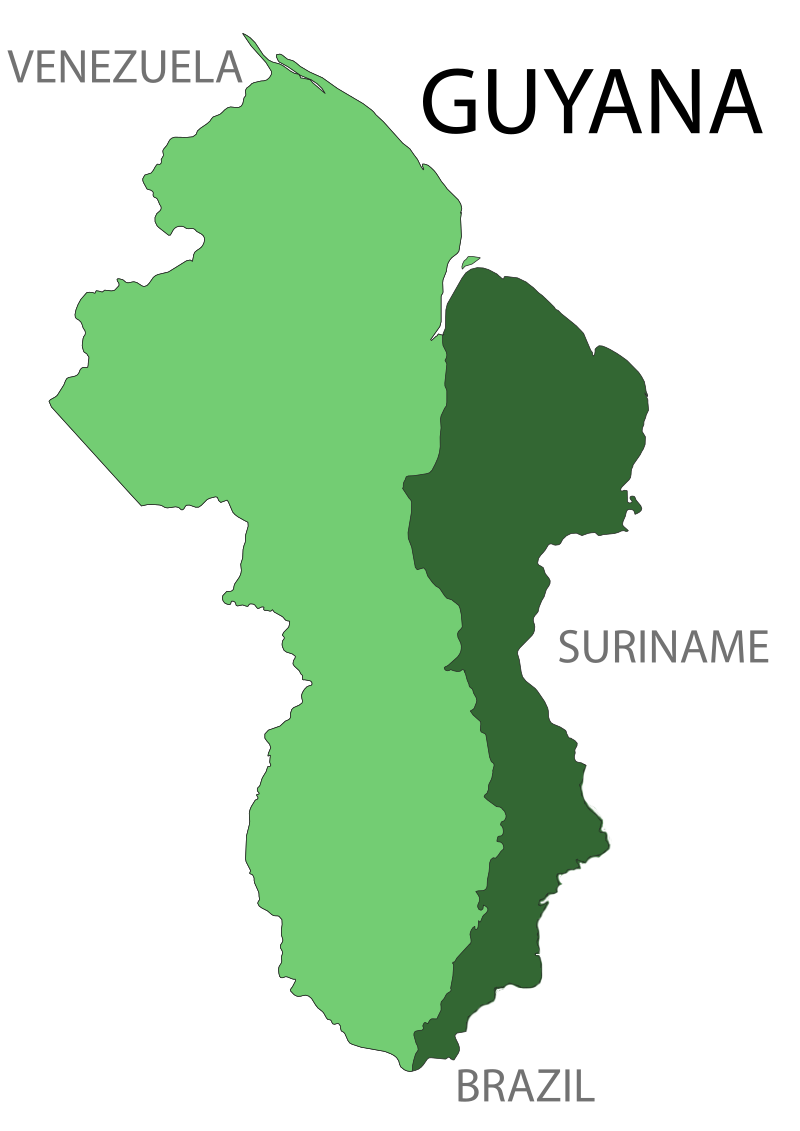
A Guyanával szembeni venezuelai területi igény: a világoszöld a megszerezni kívánt terület, a sötétzöld a Guyanának megmaradó rész.

Maduro 2015-ben újraélesztette Guyanával szemben az ún. Essequibo-kérdést, amelyet Venezuela még Nagy-Britanniával folytatott, az akkor brit fennhatóságú Guyana területén fekvő Essequibo vagy Esequiba felett. Mindez azután történt, hogy a ritkán lakott területen, amely Guyana mintegy kétharmadát teszi ki, jelentős kőolajlelőhelyeket fedeztek fel. Maduro a vitát azzal is tovább mélyítette, hogy a kérdésről népszavazást írt ki 2023 decemberében, melyen állítólag a résztvevők hatalmas többsége Essequibo elcsatolására szavazott. Más vélemények szerint a kormány meghamisította az eredményeket. Megjegyzendő, hogy a venezuelai annektálásnak valóban nagy a támogatottsága a társadalom körében. Maduro a referendumot követően Essequibót Venezuela új szövetségi államaként nevezte meg, s megkezdte az irányító hivatali szervek felállítását, melyek élére tisztségviselőket is kinevezett (akik, mivel Venezuela még nem foglalta el Essequibót, tényleges hatalommal nem bírnak a régió felett).
Vélemények szerint Maduro célja az emberek figyelmének elterelése a gazdasági válságról és a magasszintű korrupcióról, valamint kampánytémát találni a közelgő venezuelai országgyűlési választásokra. Míg a határmenti régiókban jelentős venezuelai katonai erők állomásoznak, addig Guyanának jóformán nincsen mozgósítható katonasága. Brazília ugyanakkor szintén katonai erősítést küldött mind a guyanai, mind a venezuelai határra. A területi vitában a brazil kormány Guyana mellett áll ki.
A Maduro-kormány letartóztatásokat is elrendelt azok körében, akik ellenzik Essequibo elcsatolását.